# Гаранин, Игорь
Игорь Гаранин (18 января 1976 года, Ангарск) — российский журналист, бывший главный редактор журнала GQ.

## Биография
Родился в Ангарске. Окончил переводческий факультет Московского государственного лингвистического университета им. Мориса Тореза. Профессионально владеет английским и корейским языками.
Свою профессиональную деятельность начал в компании Bosco di Ciliegi, где с 2003 по 2005 года был руководителем мужского направления в "Мономарка Боско" и отвечал за мужской ассортимент в закупках бутиков Kenzo, Hugo Boss, Corneliani, Francesco Smalto.
C 2006 года работал в журнале GQ, в том числе занимал должность редактора, а затем директора отдела моды. Участвовал в запуске проекта GQ Style, в 2013 году возглавил его. 
С 2014 года работал главным редактором издания «Robb Report», с 2016 занимал должность директора в изданиях "Robb Report Россия" и «Esquire».
В сентябре 2016 года вернулся к работе в издательском домен Condé Nast Россия, до закрытия издания Conde Nast Traveller занимал должность его главного редактора.  В декабре 2016 года занял должность главного редактора журнала GQ Россия. В 2022 году занял должность креативного директора в компании MR Group.